# Kärkna
Kärkna är en ort i Estland. Den ligger i Tartu kommun och landskapet Tartumaa, i den centrala delen av landet, 150 km sydost om huvudstaden Tallinn. Kärkna ligger 40 meter över havet och antalet invånare är 202.
Terrängen runt Kärkna är platt. Runt Kärkna är det ganska glesbefolkat, med 21 invånare per kvadratkilometer. Närmaste större samhälle är Dorpat, 11,5 km sydost om Kärkna. Omgivningarna runt Kärkna är en mosaik av jordbruksmark och naturlig växtlighet.